# Liste der Biografien/Wia
Liste der Biografien |
Portal Biografien |
Personensuche
# |
A |
B |
C |
D |
E |
F |
G |
H |
I |
J |
K |
L |
M |
N |
O |
P |
Q |
R |
S |
T |
U |
V |
W |
X |
Y |
Z |
?
 
Wa |
Wc |
Wd |
We |
Wh |
Wi |
Wj |
Wl |
Wn |
Wo |
Wr |
Ws |
Wt |
Wu |
Ww |
Wy |
Wz
 
Wia |
Wib |
Wic |
Wid |
Wie |
Wif |
Wig |
Wih |
Wii |
Wij |
Wik |
Wil |
Wim |
Win |
Wio |
Wip |
Wir |
Wis |
Wit |
Wiv |
Wiw |
Wix |
Wiz
Die Liste der Biografien führt alle Personen auf, die in der deutschsprachigen Wikipedia einen Artikel haben. Dieses ist eine Teilliste mit 21 Einträgen von Personen, deren Namen mit den Buchstaben „Wia“ beginnt.

## Wia

### Wiac
- Wiacker, Berit (* 1982), deutsche Bobfahrerin

### Wiaf
- Wiafe-Akenten, Nana Anima, ghanaische Linguistin und Hochschullehrerin

### Wiak
- Wiak, Sławomir (* 1948), polnischer Ingenieur

### Wian
- Wiankowska, Martyna (* 1996), polnische FußballspielerinMartyna Wiankowska (* 1996)

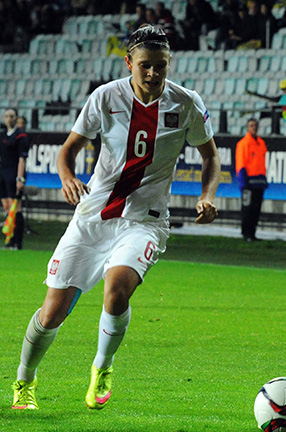
Martyna Wiankowska (* 1996)

### Wiar
- Wiard von Uphusen († 1461), ostfriesischer Häuptling
- Wiard, William (1927–1987), US-amerikanischer Regisseur in Film und Fernsehen
- Wiarda, Dothias (1565–1637), ostfriesischer Kanzler
- Wiarda, Georg (1889–1971), deutscher Mathematiker und Schachspieler
- Wiarda, Gérard (1906–1988), niederländischer Rechtswissenschaftler, Richter am Hohen Rat der Niederlande und am Europäischen Gerichtshof für Menschenrechte
- Wiarda, Howard J. (1939–2015), US-amerikanischer Politikwissenschaftler und Hochschullehrer
- Wiarda, Tileman Dothias (1746–1826), ostfriesischer Geschichtsschreiber, erster Sekretär der Ostfriesischen Landschaft, Landsyndikus für Ostfriesland
- Wiardo, Wladimir (* 1949), russischer Pianist und Klavierpädagoge
- Wiards, A. Wiard (* 1939), ostfriesischer Maler

### Wias
- Wiasak, Rebecca (* 1984), australische Radrennfahrerin

### Wiat
- Wiater, Patricia (* 1982), deutsche Rechtswissenschaftlerin und Hochschullehrerin
- Wiater, Werner (* 1946), deutscher Schulpädagoge
- Wiatrek, Günter (* 1938), deutscher Fernsehansager
- Wiatrek, Heinrich (1896–1945), deutscher Politiker (KPD)

### Wiau
- Wiaux, Mutien-Marie (1841–1917), belgischer Ordensmann

### Wiaw
- Wiawindi, Moussa (* 1966), zentralafrikanischer Boxer

### Wiaz
- Wiazemsky, Anne (1947–2017), französische Schauspielerin und Schriftstellerin